# Liste der Wappen im Landkreis Uckermark
Diese Liste zeigt die Wappen der Ämter, Städte und Gemeinden sowie Wappen von ehemals selbständigen Gemeinden und aufgelösten Landkreisen im Landkreis Uckermark in Brandenburg.

Wappen des Landkreises Uckermark[1]
Der Landkreis Uckermark in Brandenburg
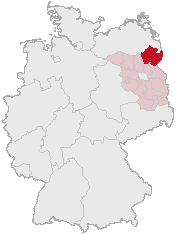
Der Landkreis Uckermark in Deutschland

## Wappen der Ämter

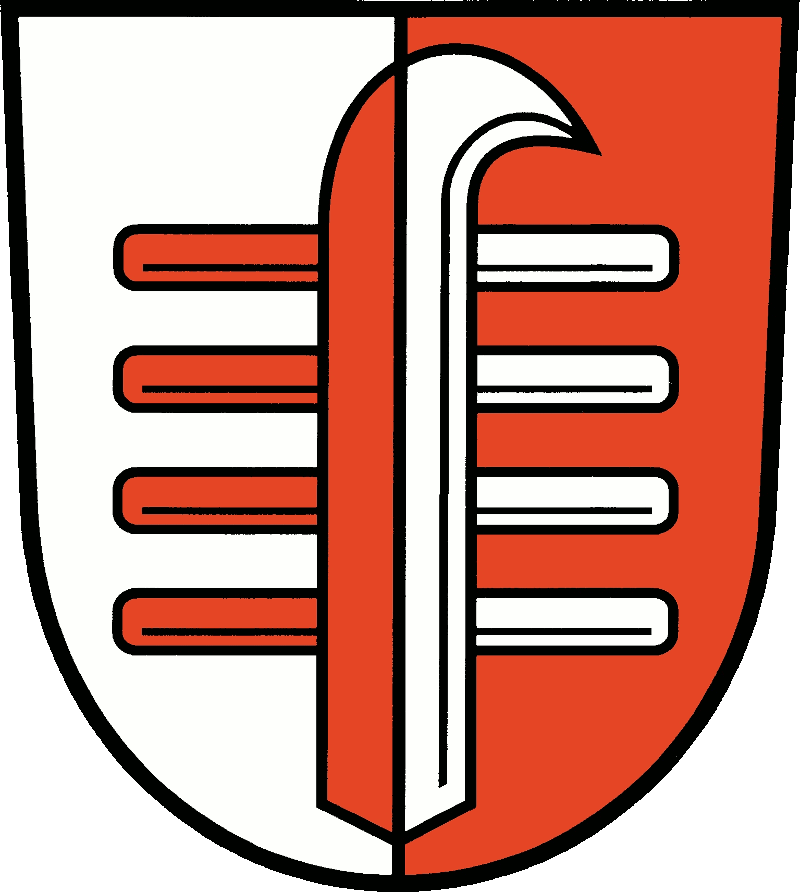
Amt Brüssow (Uckermark)
Amt Gartz (Oder)
Amt Gerswalde
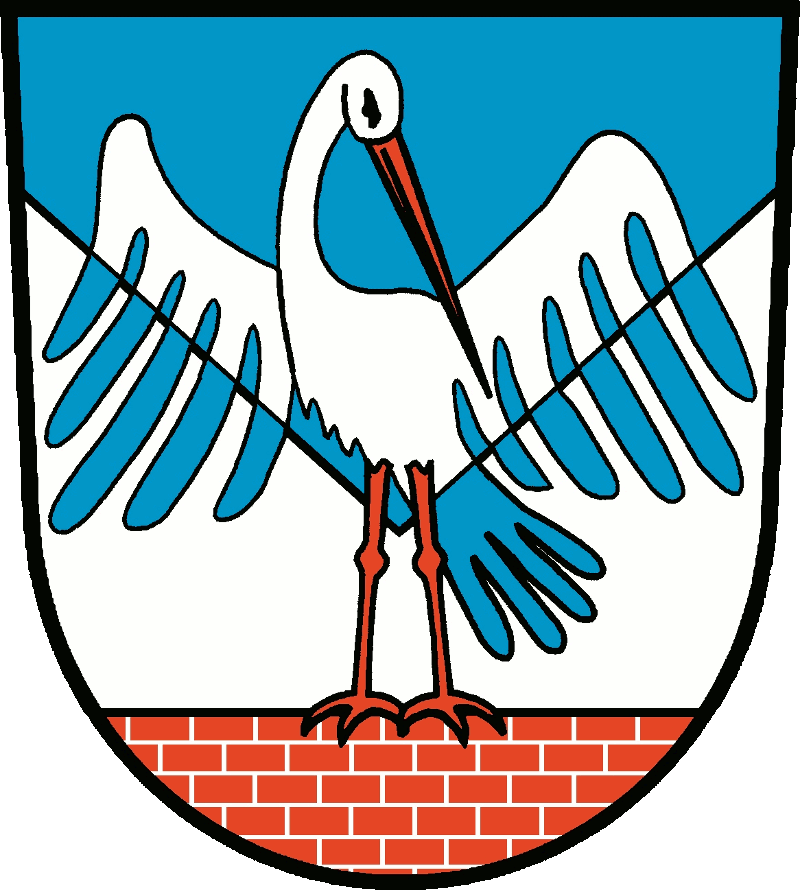
Amt Gramzow

## Wappen der Städte und Gemeinden
Folgende Gemeinden führen kein Wappen:
| - Carmzow-Wallmow - Flieth-Stegelitz - Gerswalde - Grünow - Hohenselchow-Groß Pinnow - Mescherin | - Milmersdorf - Mittenwalde - Oberuckersee - Pinnow - Randowtal - Schenkenberg | - Schönfeld - Tantow - Temmen-Ringenwalde - Uckerfelde - Zichow |

- Stadt
Angermünde[4]
- Gemeinde
Boitzenburger Land[5]
- Stadt
Brüssow[6]
- Gemeinde
Casekow[7]
- Stadt
Gartz (Oder)[8]
- Gemeinde
Göritz[9]
- Gemeinde
Gramzow[10]
- Stadt
Lychen[11]
- Gemeinde
Nordwestuckermark[12]
- Kreisstadt
Prenzlau[13]
- Stadt
Schwedt/Oder[14]
- Stadt
Templin[15]
- Gemeinde
Uckerland

## Wappen ehemaliger Ämter

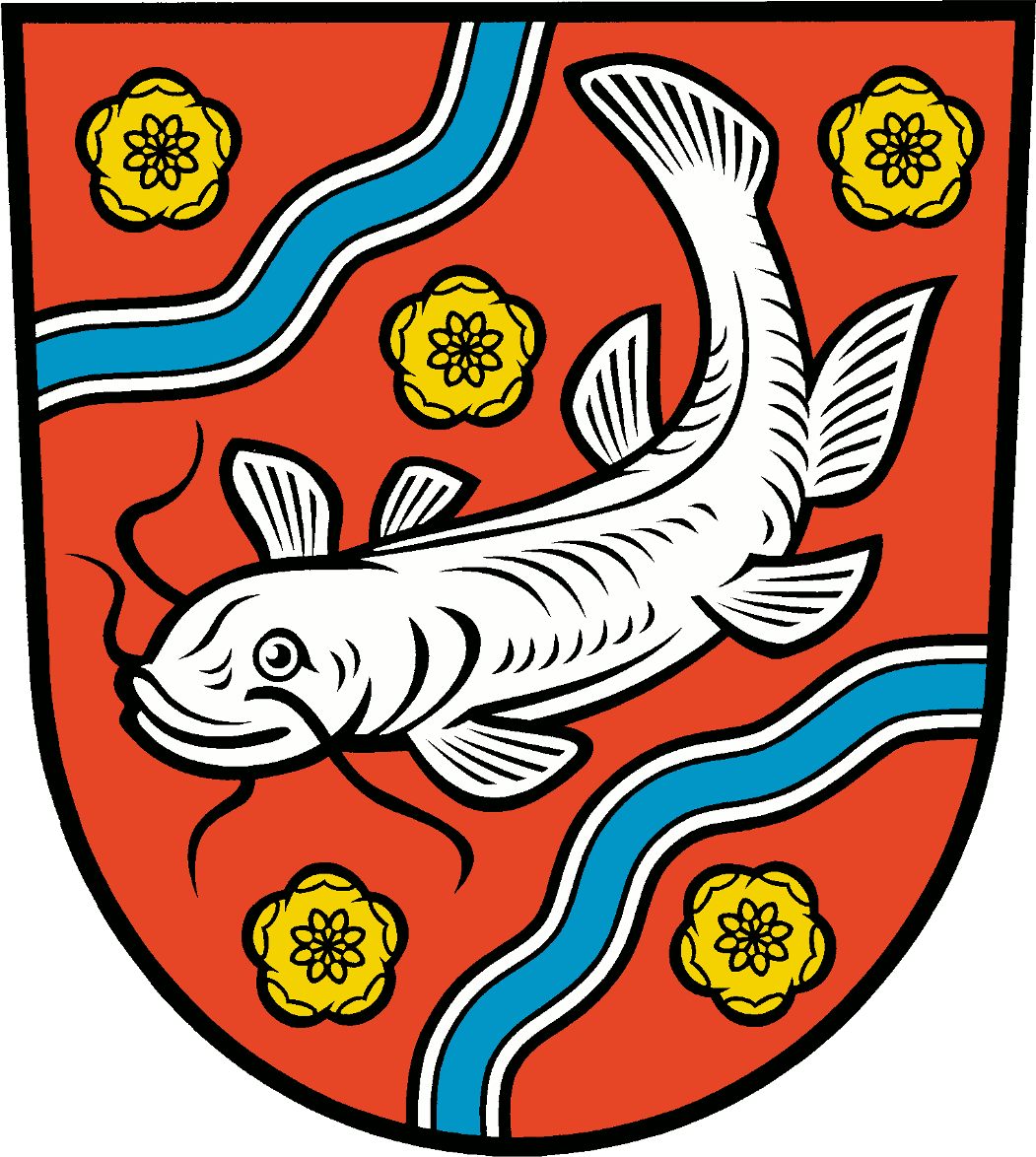
Amt Oder-Welse

## Wappen ehemaliger Städte und Gemeinden

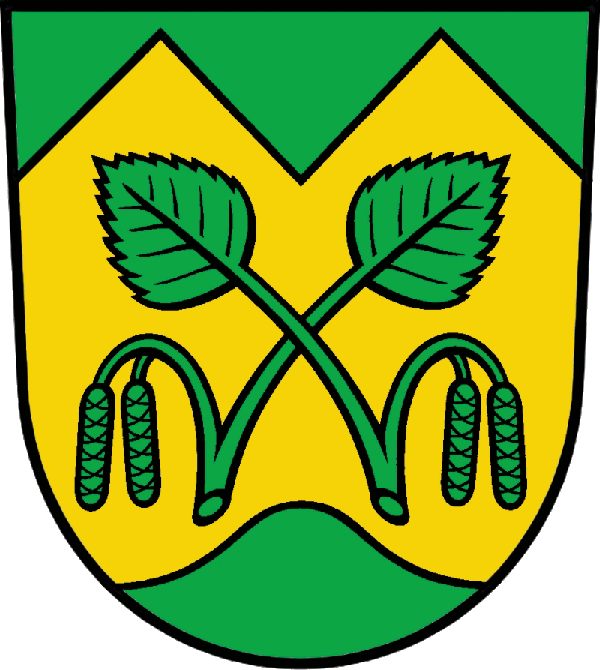
Stadt Schwedt/Oder Ortsteil Berkholz-Meyenburg
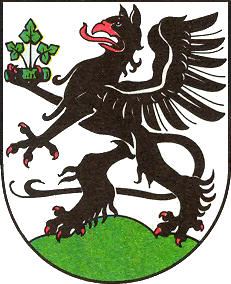
Stadt Angermünde Ortsteil Greiffenberg
Stadt Schwedt/Oder Gemeinde Mark Landin
Stadt Schwedt/Oder Ortsteil Vierraden

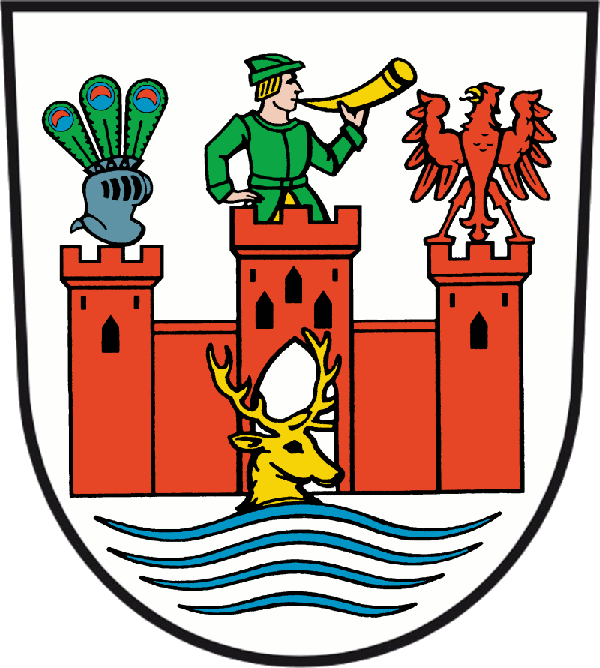
Stadt Schwedt/Oder
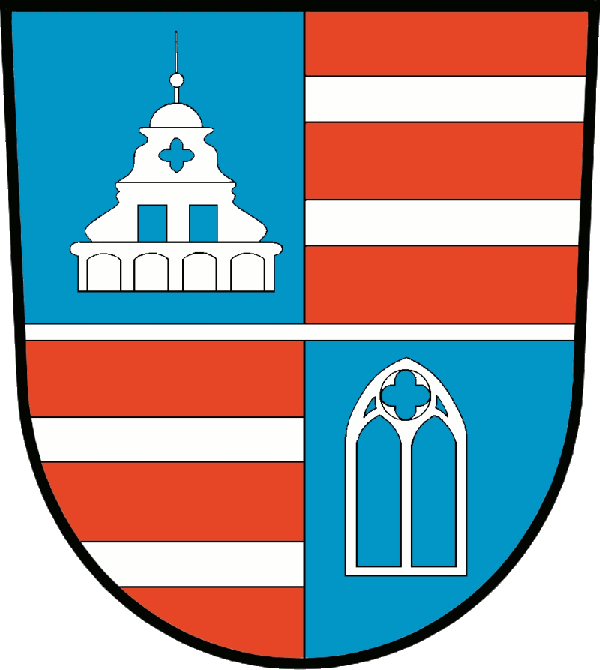
Gemeinde Boitzenburger Land
Ortsteil Berkholz-Meyenburg[17]
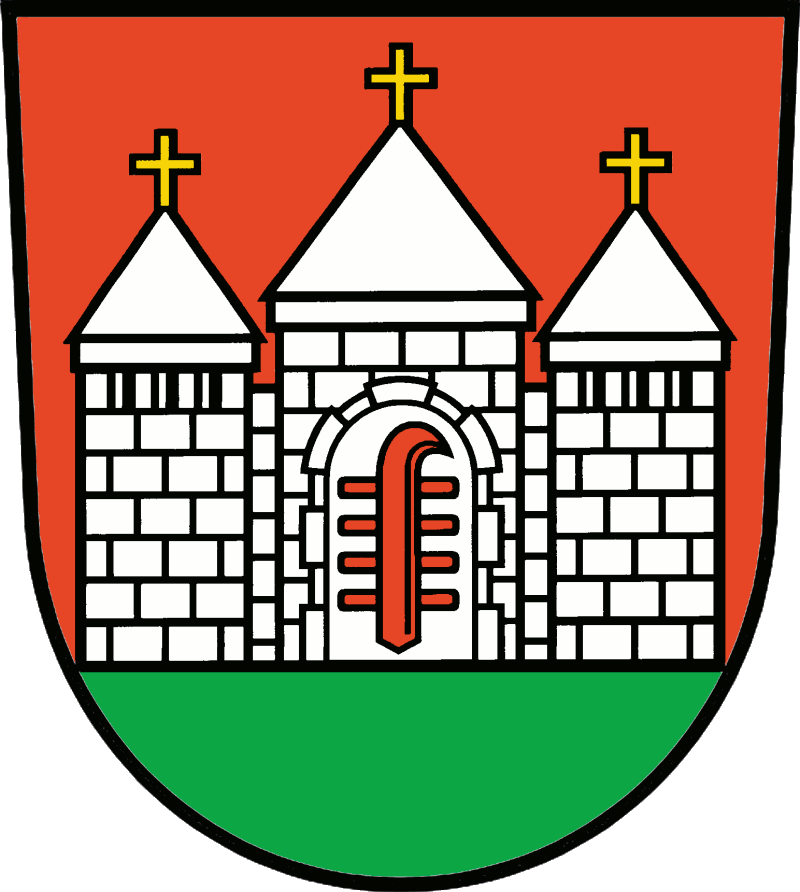
Stadt Angermünde
Ortsteil Greiffenberg
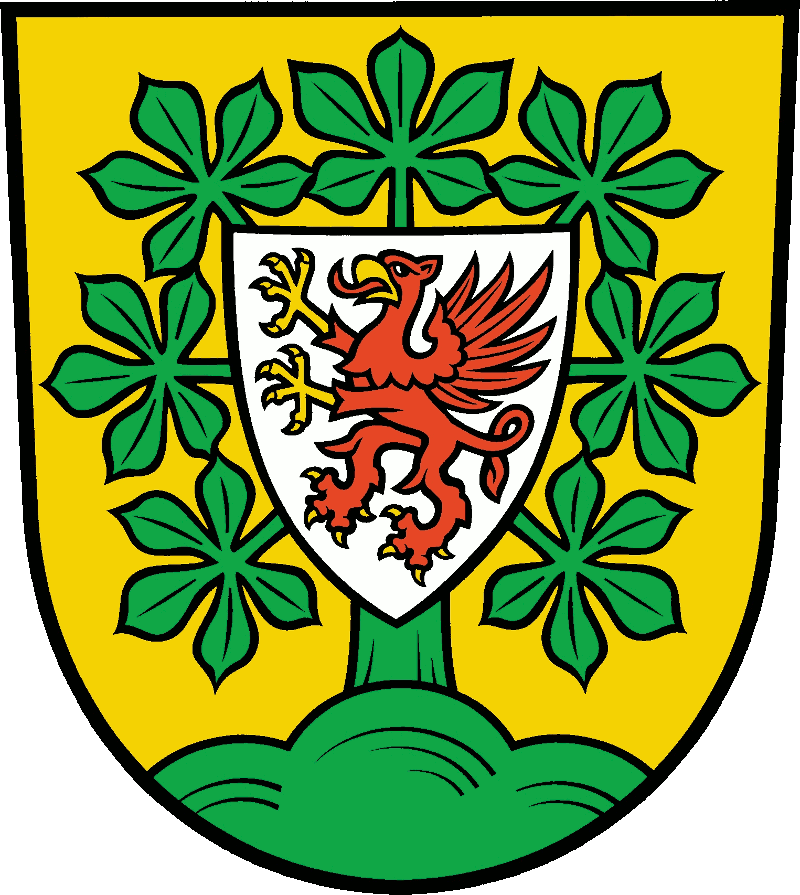
Stadt Schwedt/Oder Gemeinde Mark Landin
Stadt Schwedt/Oder
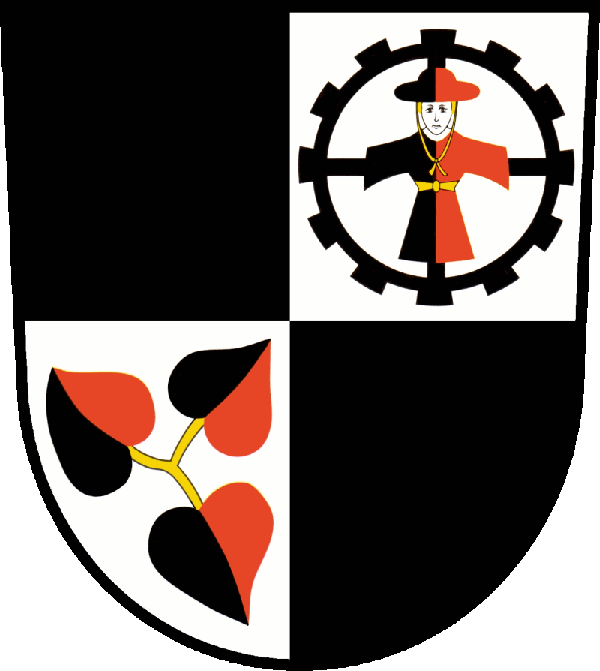
Gemeinde Göritz
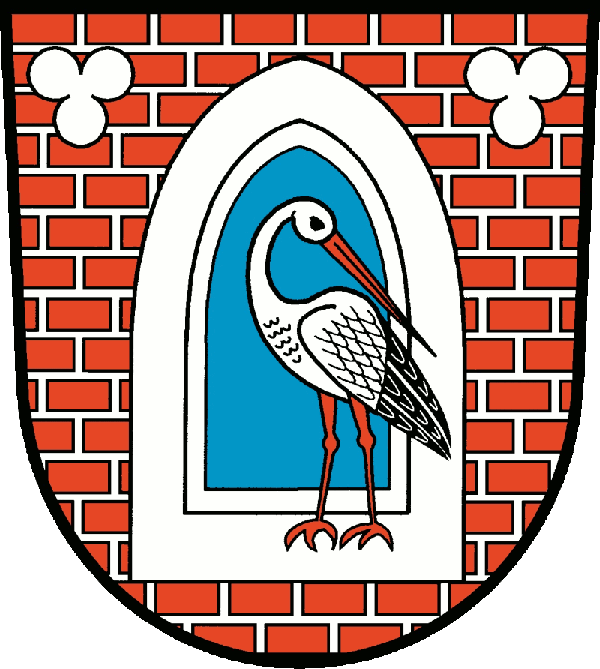
Gemeinde Gramzow
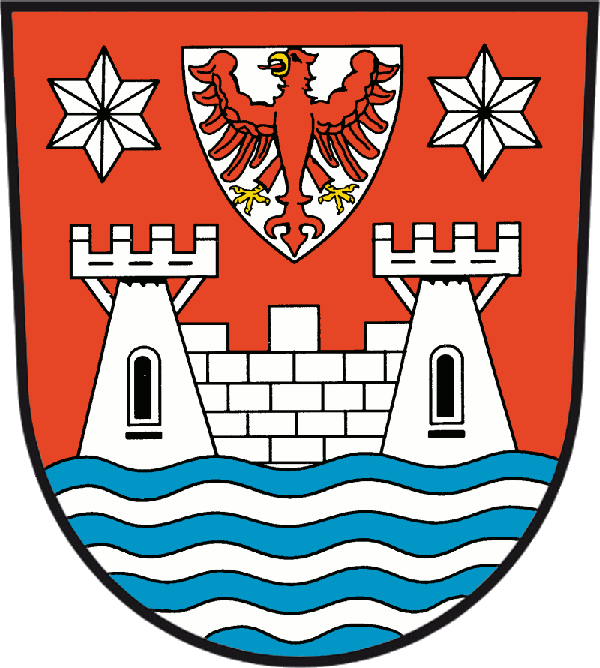
Stadt Lychen
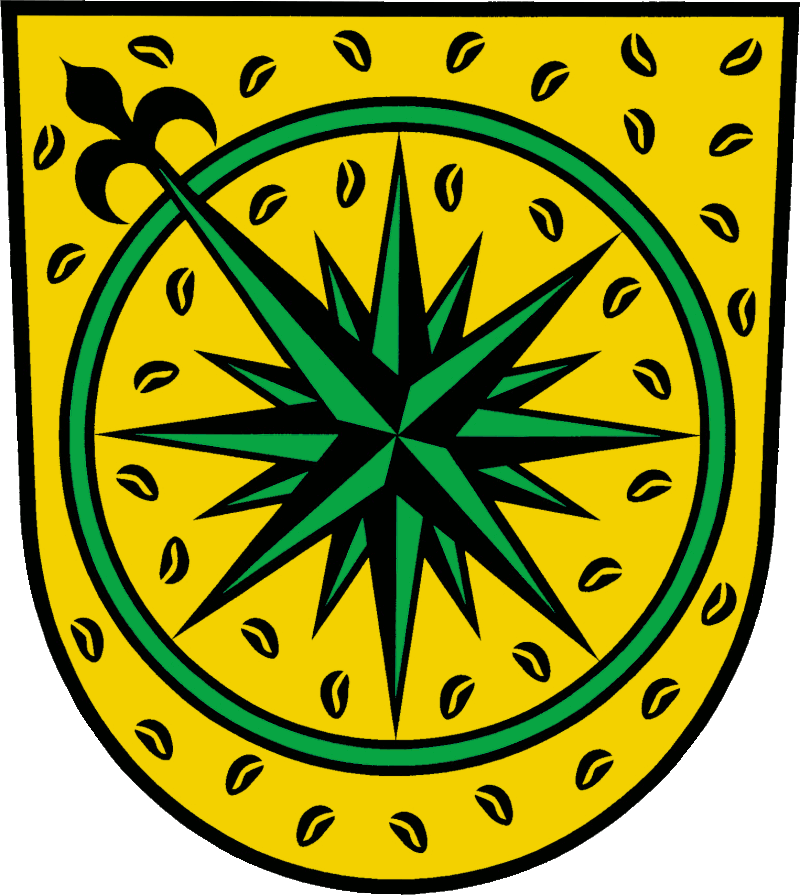
Gemeinde Nordwestuckermark
Kreisstadt Prenzlau
Stadt Schwedt/Oder
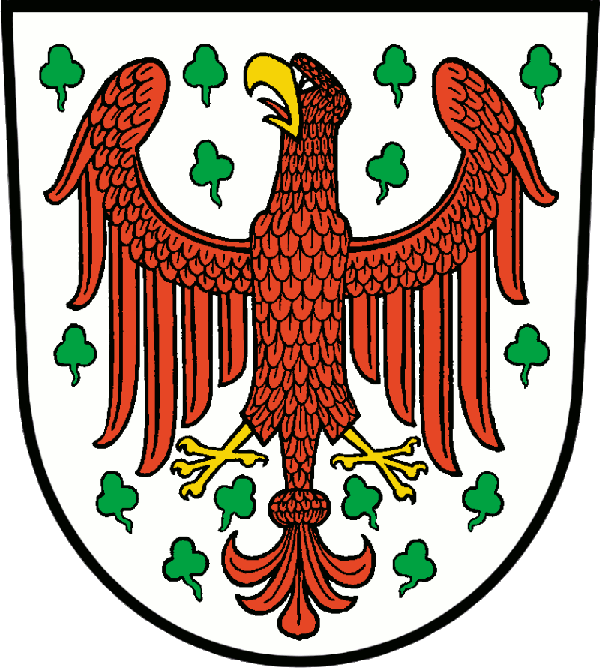
Stadt Templin
Gemeinde Uckerland
Ortsteil Vierraden

## Historische Wappen

Stadt Gartz (Oder) Wappen bis 1992

## Blasonierungen
1. ↑  Landkreiswappen: „In Gold ein mit zwei silbernen Fäden belegter, mehrfach gekerbter blauer Balken, überdeckt von einem gotischen, mit silbernen Putzflächen belegten, mit offenem Torbogen versehenen, roten Backsteinturm mit gezinnten Mauerflügeln; das Mauerwerk belegt mit zwei auswärts gelehnten silbernen Spitzschilden, darin rechts ein golden bewehrter, roter Adler, mit goldenen Kleestengeln auf den Flügeln, links ein aufrechter, golden bewehrter roter Greif.“
2. ↑  Amt Brüssow (Uckermark): „Von Silber und Rot gespalten, darin eine Steigleiter mit vier Sprossen in verwechselten Farben.“
3. ↑  Amt Gramzow: „In einem durch eine flache, gestürzte Spitze blau-silbern geteilten Schild auf einer silbern gefugten roten Mauer ein rot-bewehrter, widersehender flugbereiter Storch in verwechselten Farben.“
4. ↑  Angermünde: „In Silber über vier blauen Wellen eine rote Burg mit drei bezinnten Türmen; aus dem größeren Mittelturm wächst ein ein goldenes Hifthorn blasender grün gekleideter Jäger, das offene Tor ist mit einem goldenen Hirschkopf belegt; auf dem rechten Seitenturm ein blauer Spangenhelm mit drei grünen Pfauenfedern, auf dem linken Seitenturm ein roter Adler.“
5. ↑  Boitzenburger Land: „Geviert und geteilt durch eine silberne Leiste; Feld 1: in Blau ein silberner Renaissanceschlossgiebel mit zwei offenen Fenstern und einem Vierpass darüber, Feld 2 und 3: in Rot zwei silberne Balken, Feld 4: in Blau ein offenes silbernes Spitzbogenfenster.“
6. ↑  Brüssow: „In Rot auf grünem Boden eine silberne Burg mit drei spitzbedachten und gold-bekreuzten Türmen; im Torbogen eine rote Steigleiter.“
7. ↑  Casekow: „In Gold auf grünem Dreiberg eine grüne Kastanie mit sieben Blättern, belegt mit einem silbernen Herzschild, darin ein gold-bewehrter roter Greif.“
8. ↑  Gartz (Oder): „In Silber ein blauer geharnischter Ritter mit golden bekröntem Helm und geschlossenem Visier und mit 3 grünen Pfauenfedern; in der Rechten an blauem, goldbeknauftem Speer ein nach aufwärts flatterndes, silbernes Banner mit einem zum Flaggenstock sehenden roten Greifen haltend, mit der Linken auf einen silbernen Schild mit rotem Greifen gestützt; hinter dem Schild ein gestürztes blaues Schwert mit goldenem Griff.“
9. ↑  Göritz: „Geviert von Schwarz und Silber; Feld 2: ein schwarzes Kammrad, dessen vier Speichen von einem Männerrumpf mit gold-gegürtetem, schwarz-rot gespaltenem Mantel und breitkrempigen Hut mit goldener Hutschnur überdeckt werden, Feld 3: drei durch goldene Stiele verbundene, schwarz-rot gespaltene Lindenblätter (2:1).“
10. ↑  Gramzow: „In einer silbern gefugten roten Ziegelmauer ein spitzbogiges, silbern gerahmtes blaues Fenster, oben beseitet von zwei silbernen Dreipässen, darin ein stehender, widersehender rot-bewehrter Storch in natürlichen Farben.“
11. ↑  Lychen: „In Rot über blau-silbernem Wellenschildfuß eine silberne Burg, mit zwei pyramidenförmigen bezinnten Türmen, belegt mit je einem schwarzen Fenster, und einer torlosen bezinnten und gequaderten Mauer dazwischen; darüber schwebend zwischen zwei sechsstrahligen silbernen Sternen ein silberner Schild mit goldbewehrtem rotem Adler.“
12. ↑  Nordwestuckermark: „Im goldenen Schild, bestreut mit schwarzen Getreidekörnern, eine grüne Windrose mit grün-schwarz facettiertem 16-strahligen Stern und ins rechte Obereck zeigendem schwarzen Richtungsweiser.“
13. ↑  Prenzlau: „Von Silber und Rot geteilt, oben ein gold-bewehrter roter Adler mit einem über den Kopf gestülptem goldenen Spangenhelm, darauf ein roter Flug, unten ein auf blauen Wellen schwimmender silberner Schwan.“
14. ↑  Schwedt/Oder: „In Silber über einem Wellenschildfuß mit zwei blauen Wellenbalken auf einem Mauersockel eine rote Burg, an deren zwei seitlichen Rundtürmen jeweils zwei übereinanderliegende offene Fenster und ein beknauftes, mit drei Filialen versehenes Spitzdach angebracht sind; in der bezinnten Verbindungsmauer befindet sich seitlich rechts ein geschlossenes silbernes Tor. Zwischen den Türmen schwebt ein silberner Schild mit einem roten Greifen.“
15. ↑  Templin: „In Silber, bestreut mit 14 grünen Kleeblättern, ein goldbewehrter roter Adler.“
16. ↑  Amt Oder-Welse: „In Rot zwischen zwei schräglinken, silbern-bordierten blauen Wellenbalken ein gestürzter, schräglinker silberner Wels, begleitet ober- und unterhalb der Teilung von einer und in der Mitte von drei goldenen Teichrosen.“
17. ↑  Berkholz-Meyenburg: „Im Schildhaupt durch zwei Spitzen von Grün und Gold geteilt, darunter über einem grünen Berg schräggekreuzt zwei grüne Birkenblätter mit zwei nach außen gekehrten Blütenständen.“
18. ↑  Mark Landin: „Im gespaltenen Schild vorn in Silber am Spalt ein halber gold-bewehrter roter Adler mit goldenem Kleebattstengel; hinten schwarz-silbern geschacht (2 × gespalten, 6 × geteilt).“